# Макіно (протока)
Макіно (англ. Mackinac) — акваторія/протока в американському штаті Мічиган між Нижнім та Верхнім півостровами Мічигану. Головна протока прямує під мостом Макінак і з'єднує два Великі озера, озеро Мічиган і озеро Гурон. Основна протока завширшки 5,6 км і має максимальну глибину 90 м; з точки зору гідрографії Мічиган і Гурон утворюють єдине озеро, але географічно їх прийнято вважати окремими озерами.
У протоці розташовано чотири острови: Бвуа-Блан (жилий), Макіно (жилий), Раунд-Айленд (безлюдний) і Острів Святої Єлени (безлюдний).
Через протоку перекинуто підвісний міст — Макінак